# هابرستی
هابرستی (به لاتین: Haabersti) یکی از ناحیه‌های شهر تالین است.

## خصوصیات
هابرستی ۱۸٫۶ کیلومترمربع مساحت و ۴۳٬۹۱۶ نفر جمعیت دارد.